# سولینگ

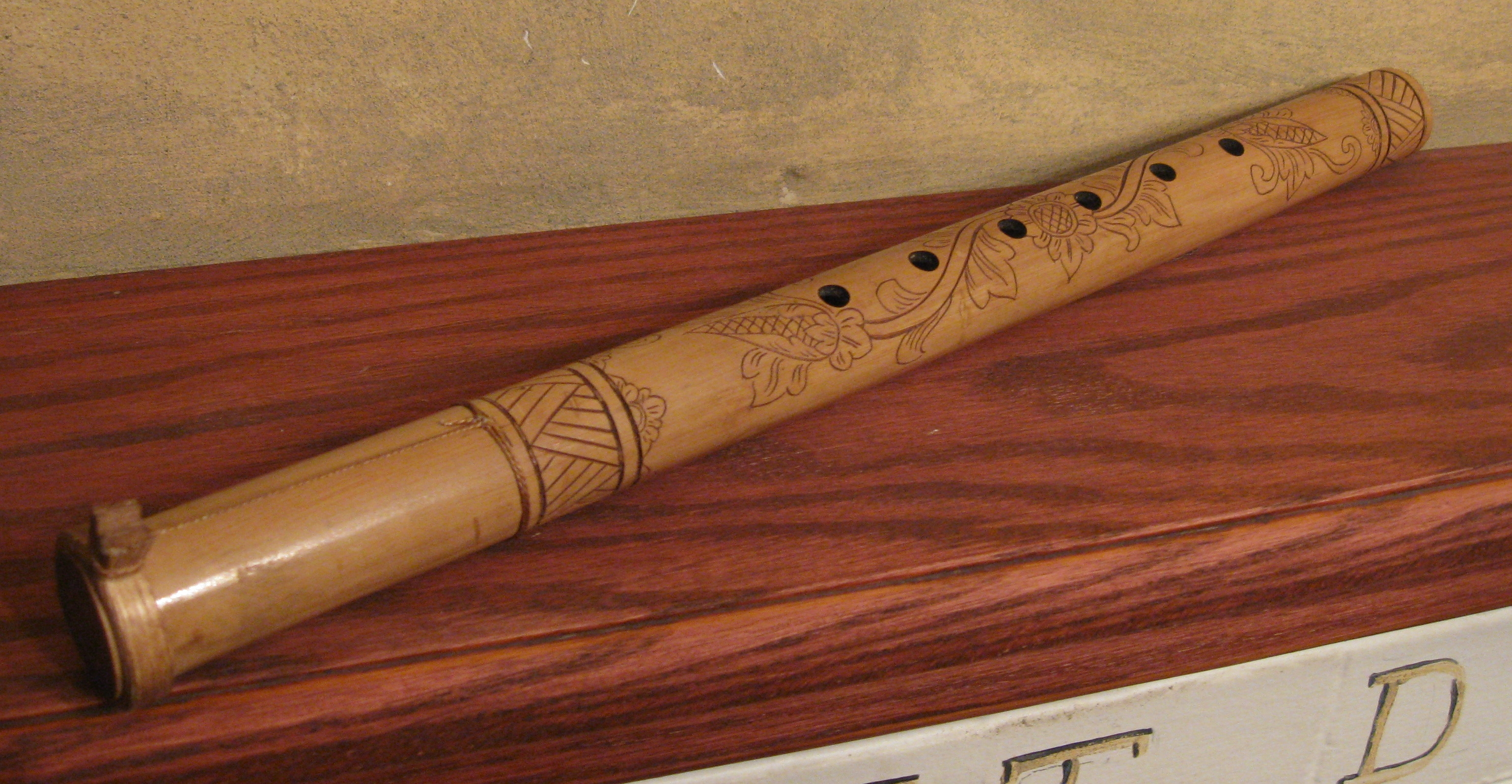
سولینگ

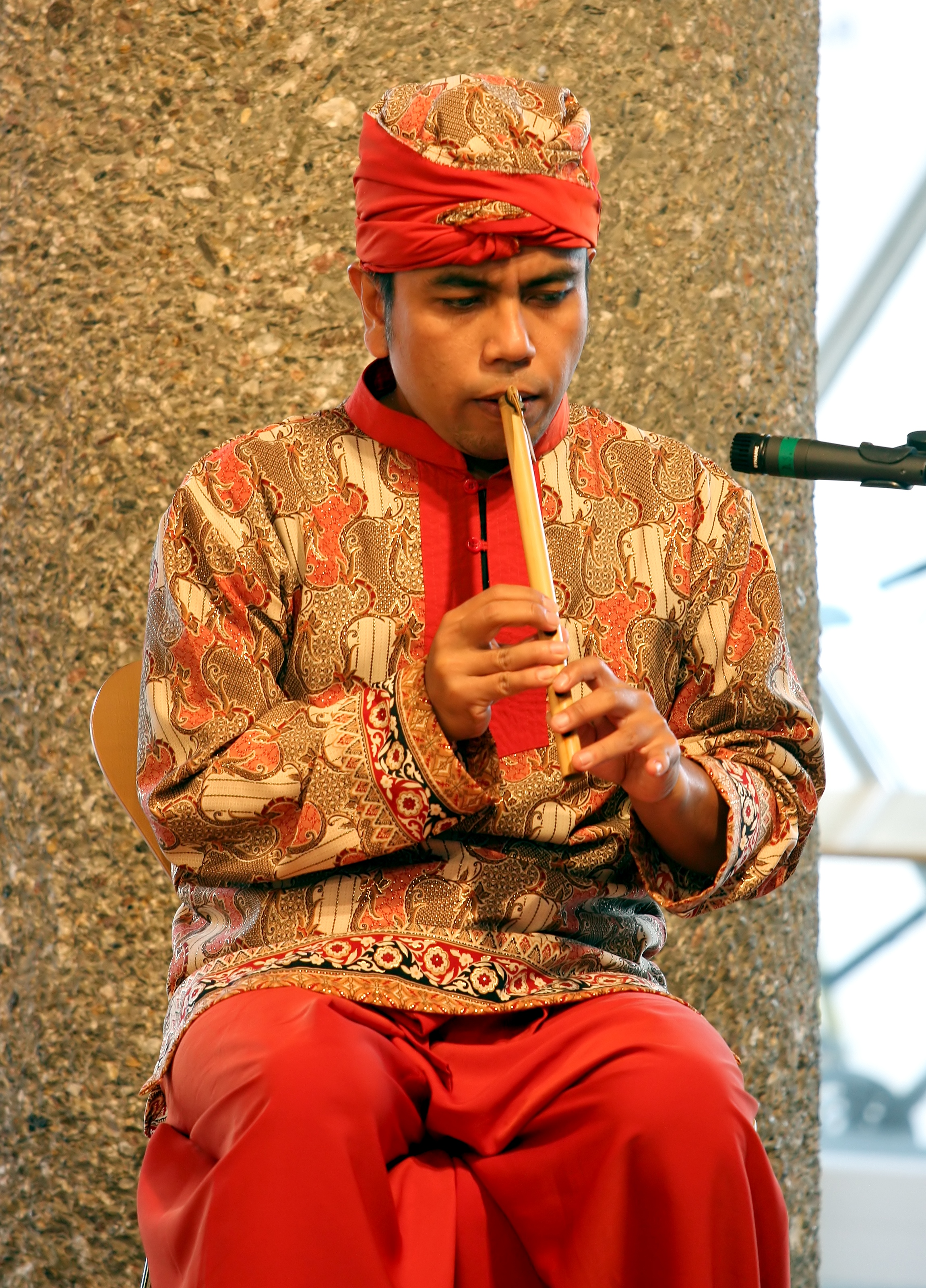
نوازندهٔ سولینگ

سولینگ (انگلیسی: Suling) یا سِرولینگ (انگلیسی: Seruling) نوعی فلوت چوبی از جنس بامبو در آسیای جنوب شرقی و به‌ویژه در کشورهای برونئی، اندونزی، مالزی، فیلیپین و سنگاپور است.
بر حسب منطقه‌ای که این ساز در آن استفاده می‌شود، کوک‌های متفاوتی برای آن وجود دارد.
تصویر زیر انگشت‌گذاری رایج را برای سولینگ شش‌سوراخهٔ جاوه غربی نشان می‌دهد:
تصویر زیر نیز یک نمای صحیح‌تر از انگشت‌گذاری برای سولینگ پلونگ را نشان می‌دهد:
پرونده:Fingering suling.jpg